# Козлов Михайло Михайлович
Михайло Михайлович Козлов (нар. 5 листопада 1917, село Старосеславіно Козловського повіту Тамбовської губернії, тепер Первомайського району Тамбовської області, Російська Федерація — 15 березня 2004, місто Москва) — радянський військовий діяч, 1-й заступник начальника Генерального штабу Збройних сил СРСР, начальник Військової академії Генерального штабу Збройних сил СРСР імені Ворошилова, генерал армії (2.02.1979). Кандидат у члени ЦК КПРС у 1976—1981 роках. Професор.

## Життєпис
Народився в селянській родині.
У Червоній армії з 1936 року. У 1939 році закінчив Тамбовське піхотне училище.
З 1939 року командував навчальним взводом, з жовтня 1940 року — ад'ютант старший навчального батальйону Орловського піхотного училища.
Учасник німецько-радянської війни з жовтня 1941 року. Служив заступником начальника штабу стрілецького полку на Південному фронті. З липня 1942 року — начальник штабу 838-го стрілецького полку 237-ї стрілецької дивізії на Воронезькому фронті. З лютого 1944 року — в оперативному відділі штабу 40-ї армії, з жовтня 1944 року — начальник штабу 232-ї стрілецької дивізії на 1-му та 2-му Українському фронтах.
З серпня 1945 по червень 1946 року — заступник начальника оперативного відділу штабу армії.
З червня 1946 по 1949 рік — слухач Військової академії імені Фрунзе.
Член ВКП(б) з 1949 року.
У 1949—1953 роках — в Генеральному штабі Збройних сил СРСР.
У 1953—1955 роках — слухач Вищої військової академії Генерального штабу імені Ворошилова.
У 1955—1960 роках — начальник відділу оперативної підготовки, заступник начальника, начальник оперативного управління штабу Північно-Кавказького військового округу.
У листопаді 1960 — листопаді 1961 року — начальник оперативного управління штабу Київського військового округу.
У листопаді 1961 — травні 1967 року — начальник оперативного управління штабу Групи радянських військ у Німеччині.
У травні 1967 — травні 1968 року — начальник штабу Забайкальського військового округу.
У травні 1968 — жовтні 1969 року — 1-й заступник начальника, в жовтні 1969 — березні 1974 року — начальник Головного оперативного управління Генерального штабу — заступник начальника Генерального штабу Збройних сил СРСР і одночасно секретар Головної Військової Ради оборони СРСР.
7 березня 1974 — 1 лютого 1979 року — 1-й заступник начальника Генерального штабу Збройних сил СРСР.
1 лютого 1979 — вересень 1986 року — начальник Військової академії Генерального штабу Збройних сил СРСР імені Ворошилова. Головний редактор першої в СРСР енциклопедії «Велика Вітчизняна війна» (1985).
У вересні 1986 — 1992 року — в Групі генеральних інспекторів  Міністерства оборони СРСР.
З 1992 року — у відставці в Москві.
Помер 15 березня 2004 року. Похований в Москві на Троєкуровському цвинтарі.

## Військові звання
- полковник
- генерал-майор (18.02.1958)
- генерал-лейтенант (25.10.1967)
- генерал-полковник (29.04.1970)
- генерал армії (2.02.1979)

## Нагороди
- два ордени Леніна (1961, 4.11.1977)
- орден Жовтневої Революції (1960)
- два ордени Червоного Прапора (17.03.1943, 1956)
- орден Богдана Хмельницького ІІ ст. (28.04.1945)
- орден Богдана Хмельницького ІІІ ст. (10.07.1944)
- орден Олександра Невського (8.06.1945)
- два ордени Вітчизняної війни І ст. (13.01.1944, 11.03.1985)
- три ордени Червоної Зірки (6.10.1943, 1951, 1955)
- орден «За службу Батьківщині у Збройних Силах СРСР» ІІІ ст. (30.04.1975)
- орден Жукова (Російська Федерація)
- медалі